# Galassia Leo I
Leo I è una galassia nana sferoidale nella costellazione del Leone, a circa 820 000 anni luce da noi. Fa parte del Gruppo locale e si pensa che sia una delle galassie satelliti della Via Lattea più lontane.
È stata scoperta nel 1950 da Albert George Wilson su lastre fotografiche prese tramite la camera Schmidt all'Osservatorio Palomar.

## Massa
Attraverso la misurazione della velocità radiale di alcune giganti rosse della galassia Leo I, è stato possibile stimare la massa della galassia: è almeno 2,0  ± 1,0 × 107 masse solari. I risultati non sono conclusivi e non confermano o smentiscono l'esistenza di un possibile
alone di materia oscura intorno alla galassia. Pare comunque certo che la galassia non ruoti su se stessa.
Si è ipotizzato che Leo I sia il residuo di un flusso mareale proveniente dalla regione esterna dell'alone galattico della Via Lattea. Tuttavia questa ipotesi non è ancora confermata.

## Formazione stellare
Come per le altre galassie nane la metallicità di Leo I è molto bassa, solo l'1% di quella del Sole. Gallart et al. (1999), tramite osservazioni del Telescopio spaziale Hubble, hanno dedotto che la galassia ha sperimentato un aumento della sua formazione stellare (tra il 70% e l'80% della sua popolazione) in un periodo che va tra i 6 e i 2 miliardi di anni fa. Non ci sono significative evidenze di stelle con età superiore ai 10 miliardi di anni. Circa 1 miliardo di anni fa il tasso di formazione stellare di Leo I sembra essere rapidamente precipitato ai livelli attuali, quasi insignificante. Per questi motivi Leo I potrebbe essere la più giovane galassia nana sferoidale satellite della Via Lattea.

In aggiunta la galassia potrebbe trovarsi in una nube di gas ionizzato che avrebbe massa simile a quella dell'intera galassia.

### Ammassi globulari
Finora non sono stati trovati ammassi globulari nella galassia Leo I.

### Regolo
Leo I si trova a soli 12 minuti d'arco da Regolo, la stella più brillante della costellazione. Per questa ragione la galassia è a volte chiamata nana di Regolo. La luce della stella rende lo studio della galassia difficoltoso ed è stata notata visualmente solo negli anni novanta.